# Kvekgården

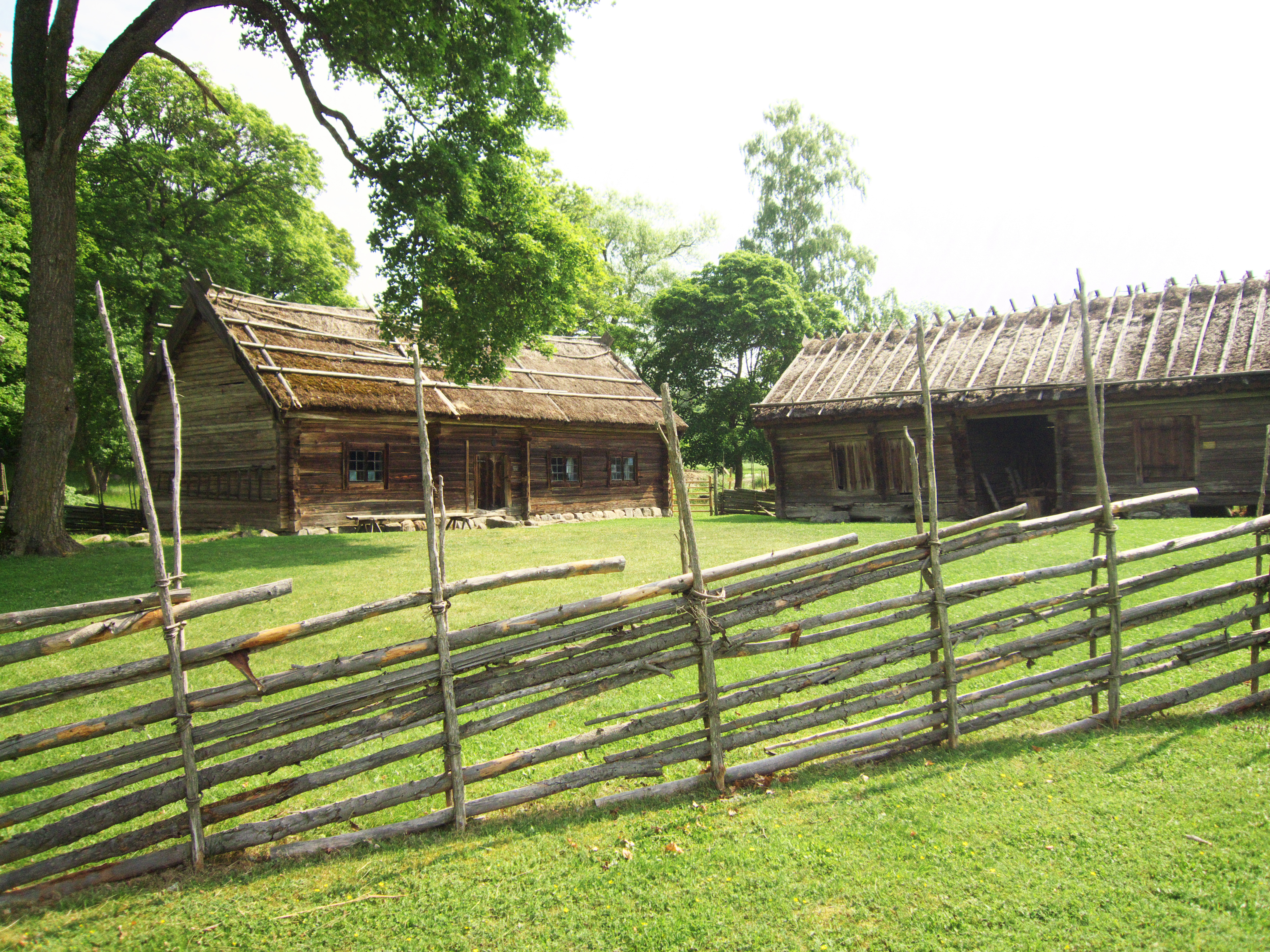
Kvekgården

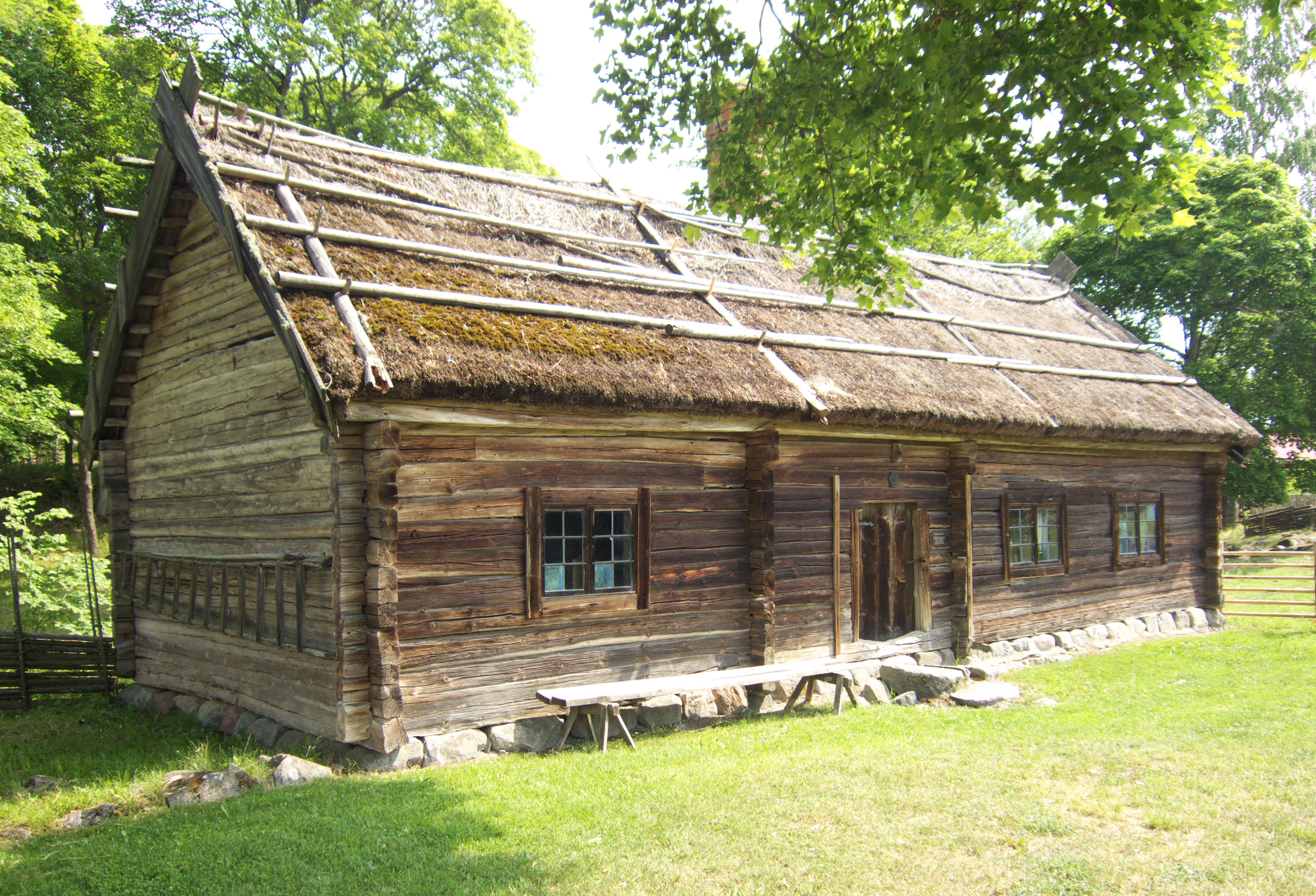
Kvekgården

Kvekgården, byggnadsminne och friluftsmuseum i Fröslunda socken, Enköpings kommun, Uppsala län (Uppland). Gården består av tio byggnader från sent 1700-tal och 1800-talets första hälft. Vid mitten av 1800-talet ägdes Kvekgården av Olof Jansson och gården kallades Ol-Jans. Efter hans död blev dottern Lotta Lundevall år 1864 ägare till gården. Hon levde in på 1920-talet och behöll gården i det skick den var vid hennes fars död 60 år tidigare. I början av 1930-talet renoverades den mycket ålderdomliga gården av sin nya ägare, Sydvästra Upplands hembygdsgille. 1948 skänktes Kvekgården till Upplands fornminnesförening. Kvekgården vårdas av Upplandsmuseet i samarbete med Lagunda hembygdsförening. Enköpings kommun ger vissa ekonomiska bidrag till verksamheten.